# Hylaeus nanseiensis
Hylaeus nanseiensis är en biart som beskrevs av Ikudome 1989. Hylaeus nanseiensis ingår i släktet citronbin, och familjen korttungebin. Inga underarter finns listade i Catalogue of Life.